# Friedrich Wilhelm Siegmann
Friedrich Wilhelm Siegmann (* 23. Februar 1801 in Leipzig; † 25. März 1885 in Dresden) war ein sächsischer Generalmajor und Autor.

## Leben
Er war der Sohn des Leipziger Oberhofgerichtsrats Dr. Siegmann und ging nach dem Schulbesuch ab 1816 an die Bergakademie nach Freiberg. Ab 1819 studierte er Rechtswissenschaften an der Universität Leipzig.
1822 wurde Friedrich Wilhelm Siegmann Auditor beim Bergamt Freiberg, doch wechselte er bereits im folgenden Jahr von der Verwaltung zum Militär und wurde am 1. September 1823 Portepée-Junker beim Garde-Reiter-Regiment der Sächsischen Armee. 1824 avancierte er zum Sous-Leutnant im 2. Reiter-Regiment, 1840 zum Oberleutnant, 1841 zum Rittmeister und Wirtschaftschef. Im Jahre 1842 wurde er außer der Reihe zum Major befördert und zum Abteilungschef im Kriegsministerium in Dresden ernannt. 1846 wurde er dann erneut außer der Reihe zum Oberstleutnant und Generalintendant der Armee im Kriegsministerium ernannt.
1850 erkrankte Siegmann in Folge von Überarbeitung und trat vom Ministerium in die Armee zurück. Er leistete ab 1851 beim 3. Reiter-Regiment Dienste, dessen Oberst und Kommandant er wurde. Im Jahre 1857 trat er wegen angeschlagener Gesundheit in den Ruhestand. Nach einem Jahr Aufenthalt in der Schweiz ließ er sich 1858 in Dresden nieder, wo er sich wissenschaftlichen Studien widmete und mehrere Schriften vorlegte. Anlässlich der Goldenen Hochzeit des sächsischen Königs 1872 wurde er zum Generalmajor ernannt. Er starb 1885 in Dresden.
Siegmann war seit 1834 mit Therese Karoline von Gablenz (1816–1862), Tochter des Oberforstmeisters Friedrich Adolf von Gablenz, verheiratet.

## Nachlass
Sein schriftlicher Nachlass befindet sich heute im Sächsischen Staatsarchiv.

## Schriften (Auswahl)
- Handbuch für die Unteroffiziere der Königlich Sächsischen Reiterei. Dresden 1838.
- Die Rechtspflege der Königlich Sächsischen Armee. 1857, Selbstverlag.
- Taschenbuch für den Dienst im Felde. Leipzig 1857.
- Taschenbuch für die Offiziere der Königlich Sächsischen Armee. Dresden 1863.

## Ehrungen
- Komtur II. Klasse des Verdienstordens
- Komtur II. Klasse des Herzoglich Sachsen-Ernestinischen Hausordens
- Inhaber der Militär-St. Heinrichs-Medaille